# Kazuhiro Mori
Kazuhiro Mori (森 一紘 Mori Kazuhiro?), född 17 april 1981 i Osaka prefektur, är en japansk före detta fotbollsspelare.
Mori började sin karriär 2000 i Vissel Kobe. 2005 flyttade han till Rosso Kumamoto. Efter Rosso Kumamoto spelade han för Banditonce Kobe. Han avslutade karriären 2007.